# Trades Union Congress of Ghana
Der Trades Union Congress of Ghana (TUC) ist ein nationaler Zusammenschluss von 16 Einzelgewerkschaften in Ghana. Der TUC wurde 1945 als Gold Coast Trades Union Congress gegründet, und war der Zusammenschluss von 14 registrierten Gewerkschaften. Vorsitzenden ist Kwasi Adu-Amankwah, Sitz der Vereinigung ist Accra.
Der TUCG ist Mitglied des  Internationalen Gewerkschaftsbundes (IGB). In der Mitgliederliste des IGB wird die Mitgliedschaft mit 275.000 angegeben (Stand: November 2017).

## Einzelnachweis
1. ↑  Mitgliederliste des IGB, abgerufen am 23. Mai 2018